# Quintet de corda, Op. 104 (Beethoven)
El Quintet de corda en do menor, Op. 104, fou compost per Ludwig van Beethoven el 1817. Es va estrenar el 10 de desembre de 1818, i aparegué publicat l'any 1819. És un arranjament del primerenc Trio per a piano en do menor, Op. 1 núm. 3. Aquesta obra és instrumentada per a un quintet de corda amb dues violes.

## Estructura
L'obra s'estructura en quatre moviments:
- Allegro con brio (do menor)
- Andante cantabile con Variazioni (mi bemoll major)
- Minuetto. Quasi Allegro (do menor, amb un trio en do major)
- Finale. Prestissimo (do menor, amb una tercera picarda)